# Plectoptera althenae
Plectoptera althenae är en kackerlacksart som beskrevs av Karlis Princis 1946. Plectoptera althenae ingår i släktet Plectoptera och familjen småkackerlackor.
Artens utbredningsområde är Colombia. Inga underarter finns listade i Catalogue of Life.